# César Sánchez
César Sánchez Domínguez (* 2. September 1971 in Cáceres) ist ein ehemaliger spanischer Fußballspieler.

## Karriere
César Sánchez spielte ab 1991 bei Real Valladolid. Dort spielte er zunächst im B-Team und kam nach einiger Zeit zur ersten Mannschaft. Zu seinem ersten Einsatz für das Profiteam in der Primera División kam er durch eine Einwechslung am 24. Mai 1992 in einem Heimspiel gegen den FC Barcelona, nachdem Torwart Mauro Ravnić beim Stand von 0:3 einen Elfmeter verursacht und dabei eine Rote Karte erhalten hatte. Das Spiel endete 0:6. Ab 1995 war er Stammtorwart und bestritt über 200 Partien für den Verein, darunter auch vier Spiele im UEFA-Pokal 1997/98, aus dem die Mannschaft allerdings in der 2. Runde ausschied. 1999 einigte sich César mit Real Madrid auf einen Wechsel zur Saison 2000/01. Nachdem Reals Torwart Bodo Illgner in die Kritik geraten war, wollte der Klub zwischenzeitlich schon einen Wechsel zum Dezember 1999 erwirken, was aber nicht zustande kam. Im Herbst 1999 wurde César dreimal in den Kader der spanischen Nationalmannschaft berufen, kam aber jeweils nicht zum Einsatz.
Kurz nach seinem Wechsel nach Madrid spielte César für die Nationalmannschaft im August 2000 in einem Freundschaftsspiel gegen Deutschland (1:4). Dieses Spiel blieb sein einziges A-Länderspiel. In Madrid war inzwischen das Nachwuchstalent Iker Casillas, der später zum Weltklassetorhüter avancierte, die „Nummer 1“. César kam nur kurzfristig über das Reservistendasein hinaus. Im Blickpunkt stand er vor allem 2002, als er in der K.-o.-Phase der Champions League gesetzt war und mit Real ins Finale einzog. Beim dortigen 2:1 gegen Bayer 04 Leverkusen musste er allerdings in der 68. Minute verletzt ausgewechselt werden. Der eingewechselte Iker Casillas hielt mit einigen herausragenden Aktionen den Sieg fest und etablierte sich so wieder, und diesmal dauerhaft, als Stammtorwart. César blieb in den folgenden Jahren der Torwart der Madrilenen im spanischen Vereinspokal Copa del Rey und konnte dabei zwei Finalteilnahmen verzeichnen, die beide verloren wurden.
Um wieder selbst auf Top-Niveau spielen zu können, wechselte César Sánchez 2005 zu Real Saragossa. In der Saison 2006/07 konnte er sich mit Saragossa für den UEFA-Pokal qualifizieren. Nach dem Abstieg aus der Primera División mit Saragossa in der Saison 2007/08, in der er zwischenzeitlich ins B-Team beordert wurde, wechselte er zum englischen Erstligisten Tottenham Hotspur. Im Januar 2009 löste er in beiderseitigem Einverständnis seinen Vertrag bei Tottenham auf. Er war dort nur zu einem Kurzeinsatz im League Cup gekommen. Er unterschrieb im selben Monat einen Vertrag beim spanischen Erstligisten FC Valencia, wo er den verletzten Renan Brito Soares kurzzeitig vertreten sollte. Letztlich blieb César mit einer kleinen Unterbrechung über knapp zwei Jahre Stammtorwart in Valencia. Nach Verletzungsproblemen verlor er diesen Status in der Saison 2010/11. Im Sommer 2011 wechselte er zum FC Villarreal, mit dem er als Ersatztorwart aus der Primera División abstieg und im Anschluss mit 40 Jahren seine Karriere beendete.
Von Mai bis September 2016 war César Co-Trainer des FC Valencia. Im Januar 2020 wurde er Sportdirektor des Vereins, trat aber bereits im Juni desselben Jahres zurück.

## Erfolge
- Weltpokal: 2002
- UEFA Champions League: 2002
- UEFA Super Cup: 2002
- Spanischer Meister: 2001, 2003
- Supercopa de España: 2001, 2003